# Arthur Okun
Arthur Melvin Okun (Jersey City, 28 november 1928 – Washington D.C., 23 maart 1980) was een Amerikaanse econoom. Hij diende tussen 1968 en 1969 als voorzitter van de Raad van Economische Adviseurs. Daarvoor was hij  professor aan de Yale-universiteit en daarna werd hij een fellow aan het Brookings Institution in Washington, D.C.
Arthur Okun geldt als grondlegger van de zogenaamde Misery index.
in 1962 formuleerde hij de wet van Okun.

## Werk
- Equality and Efficiency: The Big Trade Off (Washington, Brookings, 1975)
- Prices and Quantities: A Macroeconomic Analysis, zie hier (1981) ISBN 0-8157-6480-4